# Glycaspis subita
Glycaspis subita är en insektsart som beskrevs av Moore 1970. Glycaspis subita ingår i släktet Glycaspis och familjen rundbladloppor. Inga underarter finns listade i Catalogue of Life.